# People’s
People’s ist der Markenname der Altenrhein Luftfahrt GmbH. Das Unternehmen ist eine österreichische Fluggesellschaft mit Sitz in Schwechat bei Wien und Basis auf dem Schweizer Flugplatz St. Gallen-Altenrhein. Die Fluggesellschaft ist eine Tochtergesellschaft der People’s Holding AG mit Sitz in Altenrhein bei St. Gallen.

## Geschichte
People’s wurde 2010 als „People’s Viennaline“ gegründet und nahm den Flugbetrieb am 28. März 2011 auf. Sie ist ein Tochterunternehmen des Flugplatzes St. Gallen-Altenrhein, der als People’s Airport St.Gallen-Altenrhein firmiert. Sie ist als Tochtergesellschaft der Airport Altenrhein AG mit dem offiziellen Namen Altenrhein Luftfahrt GmbH (die auch das Air Operator Certificate hält) registriert. Die Fluggesellschaft wurde im Rahmen des Modernisierungsprogramms gegründet, als der neue Name People’s Airport St.Gallen-Altenrhein eingeführt wurde und Bauarbeiten an einem neuen Terminal sowie einem neuen Hangar begonnen wurden. Die Neugründung sollte die bislang einzige Linienflugverbindung des Flughafens nach Wien, die von Austrian Airlines geflogen wurde, ersetzen. Nach dem Startschuss für das Projekt zum Aufbau der Fluggesellschaft kündigte der Flughafen die Abfertigungsverträge mit Austrian Airlines zum 26. März 2011, genau einen Tag vor der ursprünglich geplanten Betriebsaufnahme am 27. März 2011, die dann doch auf den 28. März 2011 verlegt wurde, was man am 19. Oktober 2010 bekannt gab.
Austrian, welche die Route seit 2001 werktags dreimal täglich mit De Havilland DHC-8-400 flog, zeigte sich gegenüber der Entscheidung enttäuscht. Auf Grund dieses Verhaltens stand der Flughafenbetreiber stark in der Kritik. Dieser verteidigte sich damit, dass Austrian Airlines die Einstellung der Verbindung ohnehin geplant habe.
Am Morgen des 4. Dezember 2010 um 00:00 Uhr startete People’s den Ticketverkauf, jedoch nicht über das Internet. Für den Zeitraum zwischen dem 4. Dezember 2010 und dem Tag, an dem das elektronische Buchungssystem via Internet in Betrieb genommen wurde, bot die Gesellschaft einen Sondertarif für 150 Euro je Richtung. Der Ticketverkauf via Internet begann am Freitag, den 11. Februar 2011.
Anfang 2011 wurde das erste Flugzeug übernommen. Die Maschine, eine von Finnair übernommene Embraer 170, die Platz für 76 Passagiere und 4 Besatzungsmitglieder bietet und vorher das Luftfahrzeugkennzeichen OH-LEO trug, wurde kurz vorgestellt, ehe sie zum C-Check überstellt wurde. Die Maschine erhielt eine neue Bemalung und wurde am 21. März am Flughafen Altenrhein präsentiert und auf den Namen „Laura“ getauft.
Im September 2011 wurden Überlegungen bekannt, wonach People’s neben den Linienflügen verstärkt ins Chartergeschäft einsteigen wolle. Grund sei eine derzeitige Auslastung von etwa 40 Prozent.
Ende Mai 2016 wurde eine Aktion gestartet, bei der die Passagiere auf bestimmten Flügen von Altenrhein nach Wien den Preis selbst festlegen konnten. Davon erhoffte sich die Fluggesellschaft einen Kundenzuwachs. Ursprünglich sollte die Aktion bis Oktober 2016 laufen, allerdings musste sie aus wirtschaftlichen Gründen schon am 12. August vorzeitig beendet werden.
Im September 2016 teilte die Fluggesellschaft mit, dass ab 2. November 2016 eine neue Verbindung von Altenrhein über Friedrichshafen nach Köln/Bonn aufgenommen werde. Die Strecke wurde ab Beginn zwei Mal täglich bedient. Zum Einsatz kam zunächst eine geleaste Embraer 145. Durch die Zwischenlandung in Friedrichshafen entstand mit einer Distanz von 21 Kilometern die (nach St. Maarten – Anguilla, 19 km, und vor Kinshasa – Brazzaville, 26 km) zweitkürzeste internationale Linienflugverbindung der Welt (Flugzeit: 4 Minuten). Die Strecke wurde jedoch ab 15. April 2017 eingestellt. Im Jahr 2018 änderte die Fluggesellschaft ihren Namen auf „People’s“.

## Flugziele
People’s fliegt seit 28. März 2011 werktags viermal täglich sowie an Samstagen und Sonntagen zweimal täglich vom Flugplatz St. Gallen-Altenrhein zum Flughafen Wien-Schwechat und zurück.
Vom 2. November 2016 bis zum 15. April 2017 wurde die Strecke Altenrhein-Köln mit einer Zwischenlandung in Friedrichshafen bedient. Der Streckenabschnitt Altenrhein–Friedrichshafen war einer der kürzesten internationalen Linienflüge.
Im Sommer 2011 wurde zudem eine Charterverbindung nach Sardinien angeboten. Im Sommerflugplan 2014 übernahm die Gesellschaft zwei Charterrouten für einen Reiseveranstalter zwischen Altenrhein und Olbia sowie Cagliari auf Sardinien, die zuvor von InterSky durchgeführt worden waren. 2016 wurde das Streckennetz mit Charterflügen ab Altenrhein nach Preveza (Griechenland), Palma de Mallorca (Spanien) und Pula (Kroatien) ausgebaut und im 2017 kamen zusätzlich die Destinationen Neapel (via Memmingen), Ibiza und Menorca zum Streckennetz hinzu. 2018 bediente die Regionalfluggesellschaft People’s neu zusätzlich Kefalonia ab Altenrhein, Preveza ab Salzburg und Wien, Calvi (Korsika) ab Memmingen und Menorca ab Zürich. 2019 wurde das Streckennetz mit Lamezia Terme, Jersey und Menorca (ab Bern) erweitert.
Im Jahr 2018 erreichte People’s eine Rekordpassagieranzahl. Insgesamt flogen rund 130.000 Menschen mit der Airline, 125.000 flogen von oder nach Altenrhein. Auf dem einzigen Linienflug schaffte man eine Steigerung um 8 %, insgesamt hat man 74-prozentige Auslastung. Bei den Charterflügen erreichte man eine Auslastung von 76 %.

## Flotte

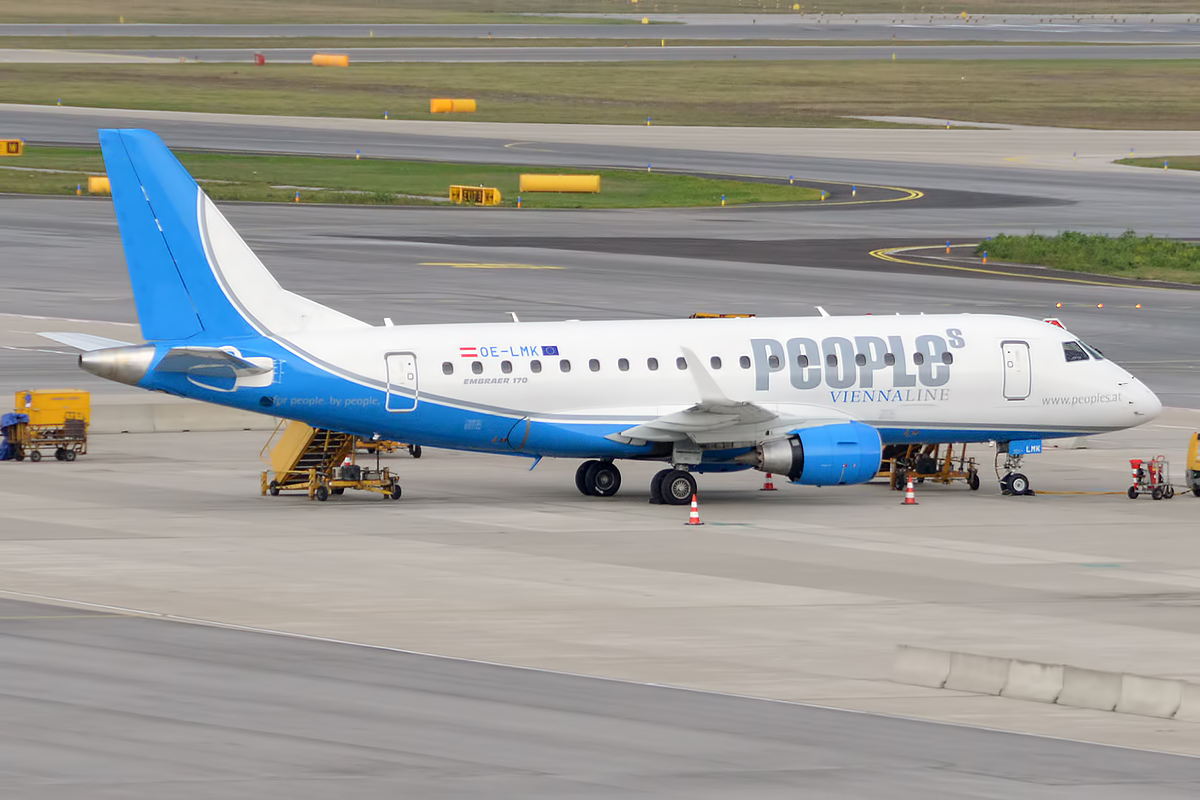
Embraer 170 von People’s

Mit Stand April 2025 besteht die Flotte der People’s aus einem Flugzeug mit einem Alter von 18,4 Jahren:
| Flugzeugtyp     | Anzahl | bestellt | Anmerkungen | Sitzplätze | Durchschnittsalter |
| --------------- | ------ | -------- | ----------- | ---------- | ------------------ |
| Embraer ERJ-170 | 1      |          |             | 76         | 18,4 Jahre         |
| Gesamt          | 1      | -        |             |            | 18,4 Jahre         |